# Gråstjärtad kolibri
Gråstjärtad kolibri (Eupherusa poliocerca) är en fågel i familjen kolibrier.

## Utseende och läte
Gråstjärtad kolibri är en medelstor (11 cm) grön kolibri med ett tydligt mönster på stjärten. Hanen är huvudsakligen smaragdgrön med rostfärgade armpennor och vit stjärt med gröna centrala stjärtpennor. Honan är ljusgrå ovan med grå örontäckare och ett vitt streck bakom öhat. Armpennorna är inte lika roströd och på stjärten är de yttre stjärtpennorna mörkt grönkantade. Lätet är ett strävt tjuppande i serier som går över i en drill. Sången är ljus och accelererande.

## Utbredning och systematik
Fågeln förekommer enbart i södra Mexiko (Sierra Madre del Sur från Guerrero till västra Oaxaca). Den behandlas som monotypisk, det vill säga att den inte delas in i några underarter.

## Status och hot
Gråstjärtad kolibri har en liten världspopulation bestående av uppskattningsvis endast 6 000–15 000 vuxna individer. Den tros också minska i antal till följd av habitatförlust. Internationella naturvårdsunionen IUCN kategoriserar den som nära hotad.